# Rubus purchasianus
Rubus purchasianus är en rosväxtart som beskrevs av William Moyle Rogers. Rubus purchasianus ingår i släktet rubusar, och familjen rosväxter. Inga underarter finns listade i Catalogue of Life.